# Eremurus ludmillae
Eremurus ludmillae là một loài thực vật có hoa trong họ Thích diệp thụ. Loài này được Levichev & Priszter miêu tả khoa học đầu tiên năm 1976 publ. 1977.